# エイベックス
エイベックス株式会社（英: Avex Inc.）は、日本の東京都港区に本社を置く、エイベックス・グループの中核をなす持株会社である。音楽およびマネジメント事業を管掌する中間持株会社のエイベックス・エンタテインメント、アニメ・映像事業を管掌する中間持株会社のエイベックス・ピクチャーズ、およびそれらの子会社のエイベックス・ファンマーケティングやエイベックス・マネジメントなどを傘下に置く。
社名のエイベックスは音楽と映像の専門家という意味の「Audio Visual Expert」に由来する。企業理念は『Really! Mad+Pure』。

## 概要
1988年4月11日創立。松浦勝人や鈴木一成（初代代表取締役社長）ほか2名が役員を務めるエイベックス・ディーディー株式会社として輸入レコードの卸販売業として会社設立。1989年より顧問だった依田巽を経営者として迎え入れ、自社のメインレーベル「avex trax」を設立し、ディスコブームの中、「ジュリアナ東京」や「マハラジャ」のコンピレーションアルバム、「SUPER EUROBEAT」、「SUPER DANCE FREAK」シリーズをリリース、また小室哲哉とともにダンスと歌を融合させた音楽を1990年代に急成長させた。
1998年にエイベックス株式会社（初代法人）に商号変更し、1999年に東証一部へ上場。1990年代後半から2000年代前半にかけては、マネジメント事務所・株式会社ホワイトアトラス（後の株式会社アクシヴ、現・エイベックス・マネジメント株式会社）を立ち上げた上で、TRF、globe、安室奈美恵やEvery Little Thingが基礎を造り浜崎あゆみを主力とし、レコード業界での一大勢力を築き上げた。
2002年、日本初のコピーコントロールCD（Copy Control CD/CCCD）を発売するも不評だったため、2004年9月CCCD運用弾力化を発表（レンタル版は2007年までは引き続きCCCDであったが現在は販売版と同様にCDDAでリリースされている。アニメのレーベルであるavex modeにおいても、一時期、権利者側の意向で販売用にCCCDを採用されていた。また、avex-CLASSICSでは原則SACD/CCCDハイブリッド仕様でのリリースにより、表向きの批判をかわしている）。
2003年から会長兼社長の依田は、同年日本レコード協会（RIAJ）会長に就任。かつては山水電気の取締役を務めるなど音楽関連の経営畑の仕事を続けてきたため、業界、政界や海外への強い影響力を持っていると言われた。しかしながら、創業者である松浦や他の役員との経営方針の対立が深刻化、松浦が退社したことで、浜崎あゆみを筆頭とする所属アーティストが移籍の動きを見せ、株価に影響を与えた。それを受け2004年8月3日に依田は会長兼社長を辞任、名誉会長となり、同日RIAJの会長も辞任した。これにより、松浦はエイベックスに復帰を果たした。
2004年、エイベックス・グループ・ホールディングス株式会社に商号変更し、持株会社体制へと移行。
2000年代中期より「ミュゥモ」「BeeTV」「UULA」、そして後に続く「dTV」など、レコード事業に限らず会員制の有料音楽配信・映像配信などのプラットフォーム事業を展開し、事業の多角化を行っていく。
エイベックス株式会社が出資しているディスクメーカーメモリーテックは、HD DVDプロモーショングループの幹事会員であるため、次世代光ビデオディスクはHD DVDのみを販売するという観測があった。しかし2007年10月、Blu-ray Disc・HD DVD双方に参入することを発表した。ただし、現在はどちらの陣営にも参加していない。なお次世代光ビデオディスクの第1弾として、2008年1月1日に大塚愛の「LOVE IS BORN 4th Anniversary 2007」のライブDVDが発売された。
三和銀行 → UFJ銀行 → 三菱東京UFJ銀行の流れで三菱UFJ銀行をメインバンクとしている。また、住友グループとも関係が深く、設立の時に住友銀行（現・三井住友銀行）から追加融資を受けていた。さらに、1990年代には住友グループのメンバー企業の日本電気もエイベックスの少数株を保有していた。
上場以来、毎年株主総会後に同社所属アーティストによるシークレットライブが東京国際フォーラム、さいたまスーパーアリーナなどの大型会場で開催されていた。そのため、ソニー等を抑えて日本一多くの株主が出席する株主総会となっていた。しかし、2010年の総会を最後にシークレットライブは開催されなくなった。
2015年、エイベックス・デジタル株式会社と株式会社サイバーエージェントによるAWA株式会社によって、サブスクリプション型音楽配信「AWA」を開始。また、LINE、ソニー・ミュージックエンタテインメント、ユニバーサル ミュージックと「LINE MUSIC」もスタートするなど、プラットフォーム事業を展開。
2017年11月、エイベックス株式会社（二代目法人）に再度、商号変更すると共に4代目ロゴを制定した。ただし、2020年5月13日発売の「avex revival trax」およびそれに関するプロモーションでは2代目ロゴを使用している。

## 音楽・映像レーベル
レコード会社のエイベックス・ミュージック・クリエイティヴには、メインのavex trax、クラブ系J-POPのrhythm zone、ロック・レゲエ・ヒップホップなどのcutting edge、クラシック専門のavex-CLASSICSなどのレーベルがある。所属アーティストにはJ-POPやR&Bやダンスミュージックを主流とする者が多いが、最近はYOSHIKIや河村隆一や聖飢魔II、そしてD'ERLANGER、清春、ボアダムズ、the pillows、D、Janne Da Arc、J、kannivalismそしてレミオロメンや東京スカパラダイスオーケストラやTRICERATOPS、氣志團と言ったロックやミクスチャーロックやオルタナやスカを主流とするアーティストやバンドやヴィジュアル系バンドもデビューしたり移籍してきている。
映像ソフト会社のエイベックス・ピクチャーズには、メインのavex pictures、アニメ・声優系のDIVE II entertainmentなどのレーベルがある。

## 沿革
出典
1987年
- 10月 - 松浦勝人ら数人のメンバーが東京都町田市にて創業。

1988年
- 4月11日 - 法人化。輸入レコードの卸会社としてエイベックス・ディー・ディー株式会社を設立。

1990年
- 9月 - レコード部門 avex traxを設立し、レコード制作を開始。ダンス系音楽のブームにのり高成長を遂げる。それと合わせて日本電気が少数株参加。
- 11月 - 東京都町田市に音楽出版社の株式会社ミュージック・フォリオ[注釈 3]（現・連結子会社）を設立。avex trax第一弾発売となる「スーパー・ユーロビート」（SUPER EUROBEAT）VOL.09を発売。当時の販売元は創美企画（現・ハピネット）。

1991年
- 7月 - ハウス、ラップ系ダンスミュージック専門コンピレーション・アルバム、「スーパー・クラブ・グルーヴィン」（Super Club Groovin'）VOL.01を発売。

1992年
- （楕円形の中に小文字の「a」が入る）マークを制定。それと合わせて創美企画から日本クラウンに販売元が移管。

1993年
- 2月 - 「スーパー・クラブ・グルーヴィン」シリーズが、Vol.14から「スーパー・クラブ・グルーヴィン ハウスレボリューション」（Super Club Groovin' HOUSE REVOLUTION）として改称。
- 5月 - 本社を東京都港区南青山に移転。
- 9月 - 依田巽が代表取締役会長に就任。
- 12月 - 東芝EMI（現・ユニバーサル ミュージック合同会社）との合弁の新たなレーベルとして株式会社カッティング・エッジを設立。東芝EMIに製造・販売委託[注釈 4]。

1994年
- 6月 - 「スーパー・クラブ・グルーヴィン ハウスレボリューション」が、Vol.25から「ハウスレボリューション」（HOUSE REVOLUTION）として改称。

1995年
- 4月 - 日本レコード協会に正会員として加盟[注釈 5]。依田会長が社長を兼任。
- 7月 - 東京都港区にアーティスト・マネジメント会社、株式会社ホワイトアトラス[注釈 6]（現・連結子会社）を設立。
- 9月 - 香港にAvex Asia Ltd.[注釈 7]（現・連結子会社）を設立[注釈 8]。

1997年
- 1月 - 「ハウスレボリューション」が、Vol.50から「スーパー・ダンス・フリーク」（SUPER DANCE FREAK）として改称。
- 4月1日 - 株式会社ヴェルファーレが（新）エイベックス・ディー・ディー株式会社に商号変更。
- 7月1日 - エイベックス・ディー・ディー株式会社が（旧）エイベックス・ディー・ディー株式会社及び株式会社カッティング・エッジを合併。
- 10月 - それまで独自の流通網がなく日本クラウン（cutting edgeに関しては当時の東芝EMI（現・ユニバーサル ミュージック合同会社）に販売委託）に販売を委託していたが、販売会社として株式会社エイベックス・ディストリビューションを東京都港区に設立（始動は翌年4月1日から）。

1998年
- 4月 - 株式の額面変更のためエイベックス株式会社（1973年6月1日設立）が、エイベックス・ディー・ディー株式会社を合併。
- 4月19日 - アニメーション製作事業に参入（第1弾作品は「頭文字D」）。
- 7月 - 台湾台北市にAvex Taiwan Inc.（現・連結子会社）を設立[注釈 9]。
- 10月 - 日本証券業協会に株式を店頭登録。

1999年
- 12月 - 東京証券取引所市場第一部に上場。

2000年
- 1月 - 新CI（コーポレートアイデンティティ）ロゴおよびマークを制定。
- 2月 - これまで東芝EMI（現・ユニバーサル ミュージック合同会社）に製造・販売委託していた「Cutting edge」の販売を株式会社エイベックス・ディストリビューションに移管[注釈 10]。
- 3月 - 東京都港区にインターネット情報サービス会社としてエイベックス ネットワーク株式会社を設立。

2001年
- 2月5日 - オリコンシングルチャートにてエイベックス所属のアーティストがトップ10中7作品を占め、おニャン子クラブ全盛期にポニーキャニオンが記録したトップ10中6作品を上回る記録を達成[11]。
- 10月1日 - ダンスのプロ職業化を目指す目的で、任意団体「日本ストリートダンス協会」（JAPAN STREET DANCE ASSOCIATION）を設立。

2002年
- 2月 - 「スーパー・ダンス・フリーク　Vol.90～R＆B／ヒップホップ・パーティーAV8スペシャル（Super Dance Freak 90 – R&B / Hip Hop Party Av8 Special）」が発売。
- 3月 - コピーコントロールCD（CCCD）を発売。
- 3月 - 本社が入居していた住友生命青山ビルを購入してエイベックスビルとする。取得価額は205億円。
- 4月 - 「R&B HIPHOP PARTY Vol.2」が発売。本作品に「SUPER DANCE FREAK」というネーミングが記載されておらず、事実上Vol.90をもって10年位続いてきたシリーズの歴史に幕を閉じることとなった。

2004年
- 8月 - 専務だった松浦が売り上げ中心の経営方針に異を唱え、新会社を設立するために辞表を提出、1日付けで受理され退社。3日、辞表を取り消し復帰するというエイベックスからの発表が有り、一方で会長兼社長 依田巽も辞任し名誉会長に、新たに小林敏雄が社長に就任。
- 9月28日 - 臨時株主総会が開かれ、同日付で松浦が代表取締役社長に、当時アクシヴ社長だった千葉龍平が同副社長に就任する人事が承認され、同時に前社長だった小林は常務取締役に就任。さらに、株式会社有線ブロードネットワークス（現・株式会社USEN）と業務提携、その上で同社が筆頭株主となり、資本提携を伴う業務提携を発表[12]。
- 10月1日 - 会社分割により持株会社体制に移行（エイベックス・グループ・ホールディングス株式会社に商号変更し、エイベックス株式会社を設立）。

2005年
- 4月1日
  - エイベックス株式会社が、エイベックス・エンタテインメント株式会社へ商号変更し、株式会社アクシヴのアーティストマネジメント業務を継承。
  - 音楽ソフトの発売元がエイベックス・マーケティング・コミュニケーションズ株式会社（同日付で株式会社エイベックス・ディストリビューションから商号変更。現・エイベックス・マーケティング株式会社）へ。
  - アーティストグッズの販売、ファンクラブの運営などを担っていた株式会社ハウディ・インターナショナルをエイベックス ネットワーク株式会社が合併。
- 7月14日 - Appleが出資した「アイチューンズ株式会社」のオンライン音楽ダウンロード配信サービス「iTunes Store」に楽曲提供を発表。

2006年
- 2月 - 株式会社USENが保有株式の過半を売却して、議決権比率で10.83%まで減少。
- 8月28日 - USENが全保有株式を売却、資本関係がなくなる（業務提携は継続中）。

2007年
- 4月1日 - ネットワーク事業を担ってきたエイベックス ネットワーク株式会社と、音楽・映像ソフトのパッケージ企画・製造・販売事業を展開してきたエイベックス・マーケティング・コミュニケーションズ株式会社が、後者を存続会社とする形で合併。同日付けでエイベックス・マーケティング株式会社に商号変更。

2009年
- 1月5日 - エイベックス・エンタテインメントのマネジメント事業をエイベックス・マネジメント株式会社へ分割、継承させた。
- 4月10日 - 資本金35億円にて、エイベックス・エンタテインメント株式会社と株式会社エヌ・ティ・ティ・ドコモが合弁会社エイベックス通信放送株式会社を設立[13]。
- 5月1日 - BeeTV開局。
- 5月15日 - 荒木隆司上級執行取締役が代表取締役専務に。
- 6月10日 - 所属歌手の浜崎あゆみが同年4月7日午後3時ごろ、東京都渋谷区のSHIBUYA109前で行ったイベントが道路使用許可を取っていなかったとして、警視庁渋谷警察署などから道路交通法違反（道路不正使用）の疑いで、エイベックス・エンタテインメントなどの関係先が家宅捜索を受ける[14]。動機は、「サプライズ効果を狙った。事前に警察に知らせたら中止になると思った」からであった[15]。
- 8月27日 - 浜崎のイベントを主催したエイベックス・マネジメントなど3社と担当者ら11人が道路交通法違反の疑いで書類送検された[16]。
- 8月3日 - 所属タレントの押尾学との契約を解除[17]。押尾は直後に麻薬及び向精神薬取締法違反の疑いで逮捕された。
- 9月3日 - 社員が道路交通法違反で書類送検されたこと、及び、押尾が麻薬取締法違反容疑で起訴された[18]。
- 9月11日 - コンプライアンス体制の問題から、小林敏雄本人の申し出により、常務取締役から取締役に異動した[19]。
- 10月1日 - コンプライアンス体制の見直しにより、所属するタレントの薬物検査を実施。

2010年
- 2月22日 - ヴェルファーレ・エンタテインメントを解散。
- 2月24日 - 東方神起が所属していたSMエンタテインメントの株式を売却。売却益は7億8300万円。
- 4月 - 簡易分割によりエイベックス・ミュージック・パブリッシング株式会社（現・連結子会社）を設立。
- 8月24日 - エステ newMe DAY SPA を開店
- 9月8日 - 2011年以降定時株主総会後の株主限定ライヴの取りやめを発表。
- 11月24日 - SMエンタテインメントと緊密な提携関係を構築すると発表。
- 12月21日 - ニコニコ動画にて音源の使用許諾。

2011年
- 4月28日 - JYJチャリティーイベントの対するエイベックスの行動が業務妨害に当たるとしてJYJの韓国エージェンシーであるC-JeSエンターテイメントに仮処分を裁判所に申し立てされる[20]。
- 5月30日 - JYJの韓国エージェンシーであるC-JeSエンターテイメントが、エイベックスを相手に申請していた仮処分を取り下げ本案訴訟提訴[21][22]。
- 10月 - エイベックス・エンタテインメント株式会社がエイベックス・クラシックス・インターナショナル株式会社（現・連結子会社）を設立。
- 10月18日 - dマーケット VIDEOストア powered by BeeTV 開始。
- 12月26日 - Avex Shanghai Co., Ltd設立発表。
- 12月26日 - BASE ENTERTAINMENTと業務・資本提携を行い、海外展開の軸足をライヴ・エンタテインメント事業に移し、東アジア市場の開拓を共同で行うことを発表。

2012年
- 10月 - エイベックス・エンタテインメント株式会社が株式会社UULA（ソフトバンク株式会社との合弁会社、現・連結子会社）を株式取得により子会社化。

2013年
- 1月18日 - JYJの韓国エージェンシーであるC-JeSエンターテイメントに提訴されていた訴訟で、東京地方裁判所は、エイベックスはC-JeSとの契約に違反し平成23年2月24日には専属契約解除の効力が発生したと認め、エイベックスに対しJYJの日本におけるマネージメント権を主張する行為などを禁止し、C-JeSエンターテイメントに6億6千万円の賠償金を支払うように命じた。また、C-JeSエンター代表に対するエイベックスの名誉棄損行為を認定し100万円の損害賠償を命じた[23][24]。
- 新たなレーベルDimension Pointを設立し、安室奈美恵を第一号アーティストに。
- 7月 - Avex International Holdings Ltd.がAvex International Holdings Singapore Pte. Ltd.（現・連結子会社）を株式取得により子会社化。
- 10月 - エイベックス・マネジメント株式会社の会社分割（新設分割）により、エイベックス・ヴァンガード株式会社（現・連結子会社）及びエイベックス・スポーツ株式会社（現・連結子会社）を設立。

2014年
- 1月 - Avex International Holdings Singapore Pte. Ltd.及びAvex Hawaii,Inc.を直接子会社化。Avex International Holdings Singapore Pte. Ltd.がAvex Taiwan Inc.及びAvex Shanghai Co., Ltd.を直接子会社化。
- 3月8日 - ドワンゴの株の出資比率を下げ、ドワンゴは2006年2月からのAGHDの持分法適用関連会社ではなくなった[25][26]。
- 4月 - エイベックス・エンタテインメント株式会社及びエイベックス・マーケティング株式会社の映像事業のうち、映像パッケージに関わる事業を会社分割 (共同新設分割)し、エイベックス・ピクチャーズ株式会社を設立。
- 7月 - 連結子会社間の事業移管に伴いエイベックス・マーケティング株式会社を、エイベックス・ミュージック・クリエイティヴ株式会社（現・連結子会社）に、エイベックス・エンタテインメント株式会社をエイベックス・デジタル株式会社（現・連結子会社）に商号変更。
- 7月29日 - ドワンゴの株式の4.99%を売却した[27]。
- 10月1日 - 同社の本社の再建を発表した。仮社屋として、六本木の泉ガーデンタワーの27、30、36-40Fに移動。
- 12月 - エイベックス・デジタル株式会社と株式会社サイバーエージェントがAWA株式会社（現・持分法適用関連会社）を設立。
- 12月8日 - KADOKAWA・DWANGOは、エイベックス・グループ・ホールディングスが保有する全株式を売却すると発表。2006年のドワンゴとの資本提携以来続いていたエイベックスとKADOKAWA・DWANGOの資本関係が終了する[28]。

2015年
- 3月 - エイベックス・ピクチャーズ株式会社と株式会社講談社、株式会社集英社及び株式会社小学館の3社が株式会社アニメタイム社（現・連結子会社）を設立。エイベックス・ミュージック・パブリッシング株式会社が株式会社イーライセンス（現・持分法適用関連会社）の株式を取得。
- 4月 - エイベックス通信放送株式会社が、『dビデオ powered by BeeTV』を『dTV』にリニューアル。
- 5月 - AWA株式会社が、サブスクリプション型音楽配信サービス「AWA」を提供開始。エイベックス・スポーツ株式会社が、トップアスリートとの月額会員性コミュニティプラットフォーム「athlete club」をスタート。
- 6月 - エイベックス・ニコ株式会社を設立。
- 8月 - エイベックス・ミュージック・クリエイティヴ株式会社が、ハードウェルなどが所属するEDMに特化したレーベル「avex EDM」を設立。
- 9月 - 公益財団法人日本障がい者スポーツ協会（JPSA）とオフィシャルパートナー契約を締結。Avex International Holdings Singapore Pte. Ltd.をAvex Asia Pte. Ltd.に商号変更。
- 10月 - エイベックス・プランニング&デベロップメント株式会社がオトナ向けスクール「avex life design lab」を東京・原宿に開校。
- 10月16日 - 日本音楽著作権協会に委託していた約10万曲の著作権管理を系列会社のイーライセンスに委託することを表明した[29]。

2016年
- 2月 - エイベックス・デジタル株式会社が、株式会社ゲオと映像配信サービス「ゲオチャンネル」を開始。
- 10月 - エイベックス・ミュージック・クリエイティヴ株式会社がアーティストやクリエイターのマルチマネタイズプラットフォーム「BIG UP!」を開始。
- 12月 - エイベックス・ベンチャーズ株式会社を設立。
- 12月28日 - 平成29年1月1日付で、業務執行体制を変更することを発表。コーポレート執行役員を廃止し、新たにグループ執行役員を設置。また今後の予定としてエイベックス・ミュージック・クリエイティヴ株式会社とエイベックス・ライヴ・クリエイティヴ株式会社の合併を検討していると発表。

2017年
- 1月 - 文部科学省より、リオパラリンピック競技大会に係る「文部科学大臣特別表彰」を受章。
- 2月 - エイベックス・ミュージック・パブリッシング株式会社が、米国大手出版社Downtown Music Publishing LLC.と協業を開始。
- 2月23日 - 会社分割についての詳細をリリース。平成29年4月1日より、エイベックス・グループ・ホールディングスを持株会社として、エイベックス・ミュージック・クリエイティヴがエイベックス・ライヴ・クリエイティヴとエイベックス・ニコを吸収合併し、エイベックス・エンタテインメント株式会社として事業開始。またエイベックス・マネジメントがエイベックス・プランニング&デベロップメント、エイベックス・ヴァンガード、エイベックス・スポーツを吸収合併。エイベックス・デジタルもUULAを吸収合併。
- 3月 - エイベックス・ライブ・クリエイティヴ株式会社が、株式会社CyberZとe-Sportsイベント「RAGE」において協業を開始。エイベックス・ベンチャーズ株式会社が、ロックバンド「感覚ピエロ」メンバーによって設立する株式会社JIJIへ出資。エイベックス・ピクチャーズ株式会社が、アニメソングを取り扱うレコード会社・関連企業と世界初のアニソン専門定額配信サービス「ANiUTa（アニュータ）」を開始。
- 5月 - エイベックス・ベンチャーズ株式会社が、VR ソーシャルルームアプリ「Cluster.」を運営するクラスター株式会社へ出資。
- 5月25日 - エイベックス・グループ・ホールディングスの商号を、「エイベックス株式会社（Avex Inc.）」に変更することを6月23日の株主総会に提示、10月31日までに行われる取締役会で日程を正式決定することを発表[30]。
- 6月 - エイベックス・ベンチャーズ株式会社がSTYLICTION株式会社とスマートフォン向け短尺動画サービスを行う株式会社FIREBUGに出資。
- 6月23日 - エイベックスの新しいロゴを制定、前述の社名変更同様、10月31日までに行われる取締役会で日程を正式決定する[7]。
- 9月25日 - 前述の新ロゴ及び新社名に関して、同日に行われた取締役会で2017年11月1日を以て変更すると決定。本店所在地も東京都港区南青山三丁目に移転する[8]。
- 11月1日 - エイベックス株式会社に商号変更、同時に新ロゴ変更と本店移転を行った[7][8]。

2018年
- 1月26日 - 爱贝克思(北京)文化传媒有限公司（Avex China Inc.）をエイベックス株式会社の100%子会社として設立。愛貝克思香港有限公司（Avex Hong Kong Limited）を2018年2月8日に設立[31]。
- 5月 - エイベックス・ベンチャーズ株式会社を吸収合併[32]。
- 5月 - 株式会社メタップスとの合弁会社として株式会社meeを設立[33]。
- 6月 - エンタメコイン株式会社を設立[34]。
- 7月 - エイベックス・ピクチャーズ株式会社と株式会社グラフィニカとの合弁によるFLAGSHIP LINE株式会社を設立[35]。
- 12月 - Avex International Inc.を解散、新たにAvex USA Inc.を設立[36]。

2019年
- 3月4日 - 株式会社MAKEY、株式会社TWHを子会社化。
- 5月9日 - エイベックス・テクノロジーズ株式会社をエイベックス株式会社の100%子会社として設立[37]。
- 6月21日 - エンタメコイン株式会社をエイベックス・エンタテインメント株式会社に吸収合併[38]。

2020年
- 12月 - 本社ビル（エイベックスビル）を売却（ただし、以降も同ビルにはリースにより入居）[39]。

2022年
- 3月 - 本社を東京都港区三田に移転[1]。

2023年
- 1月 - NTTドコモがエイベックス・デジタルとの合弁会社エイベックス通信放送を100%子会社化[40]。
- 8月1日 - エイベックス・エンタテインメントとエイベックス・ピクチャーズを中間持株会社とするグループ内組織再編を実施[3]。

## その他の作品
| - 頭文字Dシリーズ - アソボット戦記五九 - 犬夜叉 - ブラック・ジャック - ブラック・ジャック21 - うえきの法則 - ONE PIECE - サクラ大戦シリーズ - SUPER EUROBEAT（スーパーユーロビート）シリーズ | - ゴールデンゴールズ with トータス松本 - インリン・オブ・ジョイトイ vs. 金剛地武志 - ZOOM FLICKER - 仮面ライダーシリーズ（2002年放送開始の『仮面ライダー龍騎』以降より担当） - トヨタテクニカルディベロップメント（元気ロケッツ、GIRLS NEXT DOOR、エイジアエンジニアがCFソングを制作・提供） - 谷村新司 & 加山雄三（24時間テレビ番組企画） - CDドラマ版『ASTRO BOY 鉄腕アトム』 |

## グループ会社
※2019年11月現在　特記なき限り、全て株式会社である。

### 日本国内連結子会社
エイベックス・エンタテインメント
音楽コンテンツの企画・制作・販売・配信を行っている。2007年4月、エイベックス・マーケティング・コミュニケーションズとエイベックス ネットワークが合併。エイベックス・マーケティングに商号変更した。ミュウモを運営している。
エイベックス・クラシックス・インターナショナル
エイベックス・エンタテインメントの子会社。クラシックに特化したアーティストの発掘・育成、マネジメント、コンサートプランニング及び原盤制作等を行っている。
エイベックス・マネジメント
エイベックス・グループの芸能事務所。
AVEX&HIROTSU BIO EMPOWER LLC
エイベックス・マネジメントとHIROTSUバイオサイエンスとの合同会社。
エイベックス・ピクチャーズ
アニメーション・映像コンテンツの企画・制作・販売を行っている。
アニメタイムズ
エイベックス・ピクチャーズの子会社。映像配信サービスに対するアニメ作品の供給を行っている。
aNCHOR
エイベックス・ピクチャーズの子会社。ゲームソフトウェアの企画・制作・販売。
FLAGSHIP LINE
エイベックス・ピクチャーズの子会社。アニメーション、ゲーム及びVR等の企画開発・制作。
エイベックス・デジタル
デジタルコンテンツの企画・制作・販売・配信を行っている。
エイベックス・ミュージック・パブリッシング
エイベックス・グループ各社が保有する音楽著作権の管理・開発を行っている（音楽出版社）。
エイベックス・トラベル・クリエイティヴ
観光旅行事業などを行っている。
エイベックス・テクノロジーズ
エイベックス・AY・ファクトリー合同会社
エイベックス（68%）とY&N Brothers（32%）との合同会社。劇団4ドル50セントの運営及び劇団員のマネジメント。
エイベックス・アスナロ・カンパニー
エイベックス・AY・ファクトリー合同会社の子会社である芸能事務所。
エイベックス・クリエイター・エージェンシー
新事業開発、新事業戦略投資。
ライブ配信者マネジメント、ライヴコマース、VTuber事業、イベント制作・スタジオレンタル・映像制作、MD事業等。
インターネット上でのメディア事業。

### 日本国外連結子会社
Avex USA Inc.
Avex Asia Pte. Ltd.
シンガポール。エンタテインメントに関する事業全般。2015年8月まではAvex International Holdings Singapore Pte. Ltd.。
Avex Taiwan Inc.（愛貝克思股份有限公司）
台湾。エンタテインメントに関する事業全般。2012年2月1日に愛貝克思文化伝播(上海)有限公司（Avex Shanghai Co., Ltd.）を設立し、2014年1月1日に事業をAvex Taiwanへ移管した。
Avex China Inc.（爱贝克思(北京)文化传媒有限公司）
中国本土。2018年1月26日設立。2006年11月〜2011年11月までは爱贝克思音乐影像制作（中国）有限公司があった。
Avex Hong Kong Limited（愛貝克思香港有限公司）
香港。2018年2月8日設立。

### 関連会社
- AWA
- メモリーテック・ホールディングス - AGHDの持分法適用関連会社。
- レコチョク - AGHDの持分法適用関連会社。設立当初から出資しており、一時期エイベックス本社ビル内に本社を構えていた。
- NexTone
- mee
- HI＆max

### 過去のグループ会社
- ヴェルファーレ・エンタテインメント
- ミディア
- ハッチ・エンタテインメント
- ヴァイナル レコーズ
- ドワンゴ
- エイベックス&イースト
- tearbridge production
- エイベックス・ヴァンガード
- エイベックス・スポーツ
- エイベックス・プランニング&デベロップメント
- UULA
- エイベックス・ベンチャーズ
- エイベックス通信放送

## 事件・騒動
のまネコ騒動

インターネットの電子掲示板で親しまれてきた「モナー」などのアスキーアートキャラクターに酷似した作品を、エイベックスのグループ会社が「のまネコ」「米酒」と自社の著作権表示をつけて販売し、一時ネットユーザーより批判が沸き起こった。その後、騒動に託けた脅迫文が掲示板で幾度となく投稿される事件が起きたため、多くのメディアで騒動の経過が報道されるほどの事態に至った。
盗作疑惑検証サイト事件
avexに所属するアーティストの楽曲、もしくはプロモーションビデオに盗作が多いなどの検証をインターネット上で行っていた「盗使哀」というサイトに対し、avex側が検証サイト側に対し【「報道・批評・研究目的の引用」として当社管理楽曲を使用しているようですが、貴殿が「批評」等を掲げる以上、匿名ではなく貴殿の名前を明らかにし、自らの責任を持つ形で行うべきだと考えます。それが為されないようでしたら、「批評としての引用」に該当しないと判断し、当社は貴殿に対し、楽曲使用の中止を要望します。】という要請をした事件。
レコード大賞操作疑惑

TBSの長寿音楽番組である「輝く!日本レコード大賞」において、エイベックスが何らかの操作を行っているのではないかという疑惑が浮上している。他のレコード会社に所属する受賞候補のアーティストと比べて売上枚数が圧倒的に下回るエイベックス所属アーティストが賞を総なめする傾向が近年連続で見られ、もはや出来レースではないかという声が相次いでいる。
シングルCD、アルバムCD、及びそれらの関連商品をきわめて商業的な態度で取り扱う姿勢

2000年前後から、エイベックスの稼ぎ頭となっているアーティストのシングルやアルバムが一年もしない内、または数ヵ月後単位で連発されることを批判する声が上がっている。また、アーティスト自身が発売に否定的な発言をしているにも関わらず、一方的に発売日をエイベックス側で勝手に決めてしまい、発売日やそれに伴うコンサートツアーありきで作品が制作されるといった点も音楽に対する姿勢を疑問視される原因となっている。
プロ野球オールスターにおいてマネジメント契約している選手への獲得票援護
エイベックスとマネジメント契約を結ぶ北海道日本ハムファイターズ（当時）のダルビッシュ有に“球宴ファン投票1位奪取プロジェクト”と称し、2007年6月11日からエイベックスページ内の本人の公式サイトにファン投票サイトのアドレスを掲載した。先発投手部門1位の東北楽天ゴールデンイーグルス田中将大との差は約34,000票差あるため、関係者は「監督推薦で選ばれると思うが、出るならファン投票で出てほしい。サイトは毎日約1万人に見てもらっているし、少しでも力になれれば。1人1日5票、携帯と合わせれば10票出せるのでぜひ投票して」と呼びかけた。しかし、プロ野球を愛する人のための祭典に、自社の利益のために企業がファン投票を利用し注目を集めようとする姿勢や、個人の複数回に渡る票を認める発言などプロ野球のファンからもモラルの欠落が指摘される。またこの件に際しダルビッシュ本人は、ファン投票投手部門で1位の楽天の田中君が選ばれればいい、と冷ややかである。
所属アーティストの落書き事件

2007年7月25日、AAAに所属する伊藤千晃が、アメリカメリーランド州ボルチモアにある観光地の山の頂上のある岩にスプレーで「JPN AAA 2007」と落書きを行い、自身のブログで誇らしげに報告するという事件を起こした。
内紛劇（クーデター騒動）
会長兼社長だった依田巽と、専務（当時）の松浦勝人、常務（当時）の千葉龍平の経営面での対立が深刻化。2004年7月30日に行われた取締役会で依田が、千葉の利益相反取引を理由にアクシヴ（現エイベックス・マネジメント）代表取締役を解任する動議を提出。松浦を除く取締役全員が賛成し、可決。これに対抗し、松浦が依田の代表取締役解任動議を提出。松浦、千葉のみが賛成し、否決された。依田は松浦に対し、千葉に代わってアクシヴの社長就任を要請するが、松浦はこれを拒否。8月1日、松浦、千葉は揃ってエイベックス取締役を辞任した。これに続き、浜崎あゆみら所属アーティストが松浦支持を表明し、移籍を示唆したため株価が急落。事態を重く見た依田は会長職のみならず取締役辞任を表明。代わって常務（当時）の小林敏雄が代表取締役社長に就任。他の取締役が松浦を説得し、執行役員として復帰することになる。この際、千葉に利益相反取引の事実はなかったと発表している。

## 同社が買収される旨の記事を原因とした民事裁判
2021年5月21日、FRIDAY (雑誌)で同社が買収される旨の記事が掲載されたが、同日、同社は、全て「事実無根」であり、法的措置を実施すると告知して、1ヶ月後の6月21日、東京地方裁判所において、インタビューを受けた者らを被告とした損害賠償等請求事件が提訴された。
この民事裁判における同社や被告らの訴状や準備書面については、佐藤昇 (ジャーナリスト)が長期連載報道している。

## コンピレーション・アルバム
ユーロビートの曲を集めたアルバムCD「SUPER EUROBEAT」は1990年11月25日発売の「SUPER EUROBEAT VOL.9」よりエイベックスから発売。現在、ベスト盤やそれに準ずるもの等を除く本編だけで250タイトル（2025年8月現在）が発売されており、特に1998年から2001年頃には主にユーロビートの曲に合わせて踊る「パラパラ・ダンス」ブームが巻き起こり、エイベックスからパラパラオールスターズなどのカリスマダンサーも登場した。
- これまで発売されたユーロビート・コンピレーション・アルバム（現在発売中のも含む）
  - SUPER EUROBEAT
  - SUPER EUROBEAT presents SUPER GT（2008年はSUPER GTのみの表記となるが、2009年より元の名称に戻った） - 2011年終了
  - 俄然パラパラ!!（現在は超然パラパラ!!に名称変更）
  - MAHARAJA NIGHT HI-NRG REVOLUTION ( → EURO FIRE) - 1998年終了
  - EUROBEAT FLASH - 1999年終了
  - SUPER EUROBEAT presents EUROMACH （一旦2002年に「完結」と発表されたものの、その後2009年に新たなベスト盤が発売されている）
  - PARAPARA PARADISE - 2002年終了

ほか多数発売。
それ以外でもハウス、テクノなどのダンスナンバーの曲を集めたコンピレーション・アルバムも発売していた。
- SUPER CLUB GROOVIN（Vol.1 - 13）
- SUPER CLUB GROOVIN' HOUSE REVOLUTION（Vol.14 - 24）
- HOUSE REVOLUTION（Vol.25 - 49）
- SUPER DANCE FREAK（Vol.50 - 90） - 2002年終了
- MAHARAJA NIGHT HOUSE REVOLUTION（Vol.1 - 16） - 1996年終了

## 夏の企画・イベント
1993年より、毎年夏に大がかりな企画・イベントを行っている。ほとんどの場合、グループを代表するアーティストが出演するのが特徴である。
- 1993年：avex rave '93
- 1994年：avex rave '94
- 1995年：avex daNce Matrix '95
- 1996年：avex dance net '96
- 1997年：avex dance carnival '97
- 1998年：avex dance non-stop 150h in velfarre '98
- 1999年：avex 夏祭り '99
- 2000年：avex summer paradise 2000
- 2001年：avex rave 2001
- 2002年：a+nation
この年より、全国数箇所を会場とした野外ライブイベントa-nationとして行われる。
- 2003年：a-nation '03
- 2004年：a-nation '04
- 2005年：a-nation '05
- 2006年：a-nation '06 powered by ウイダーinゼリー
- 2007年：a-nation '07 powered by ウイダーinゼリー
- 2008年：a-nation '08 powered by ウィダーinゼリー
- 2009年：a-nation '09 powered by ウィダーinゼリー
- 2010年：a-nation '10 powered by ウィダーinゼリー
- 2011年：a-nation 10th Anniversary for Life Charge & Go! ウィダーinゼリー
- 2012年：a-nation musicweek・stadium fes. powered by ウィダーinゼリー
- 2013年：a-nation island・stadium fes. powered by ウィダーinゼリー
- 2014年：a-nation island・stadium fes. powered by ウィダーinゼリー
- 2015年：a-nation island・stadium fes. powered by ウィダーinゼリー
- 2016年：a-nation island・stadium fes. powered by ウィダーinゼリー

## 同社からサントラが発売された最近の主なドラマ作品
※ネット系列別
日本テレビ系列
- 明日があるさ

TBS系列
- きみはペット
- 恋文 〜私たちが愛した男〜
- 弁護士のくず
- きらきら研修医
- 美男ですね
- ビギナーズ!

テレビ朝日系列
- 警視庁捜査一課9係シリーズ
- 7人の女弁護士シリーズ
- 相棒シリーズ
- アンタッチャブル〜事件記者・鳴海遼子〜
- 仮面ライダーシリーズ

フジテレビ系列
- 西遊記
- ブスの瞳に恋してる
- 花ざかりの君たちへ〜イケメン♂パラダイス〜
- 山おんな壁おんな
- SP 警視庁警備部警護課第四係
- シバトラ〜童顔刑事・柴田竹虎〜
- アタシんちの男子
- 東京DOGS
- 不毛地帯
- わが家の歴史
- それでも、生きてゆく

テレビ東京系列
- ケータイ捜査官7

## 備考
- グループ創業20周年記念事業の一つとして「エイベックス創立20周年映画」の製作を決定し、2006年7月から最高賞金1000万円でストーリーの公募を行う等していたが、結局その後何の発表も無いまま立ち消えになっている[46]。
- 1999年7月頃までavex networkとしてインターネットサービスプロバイダ事業を行っていた[47]。